# Hodinu nevíš
Hodinu nevíš je české kriminální filmové drama z roku 2009 režiséra Dana Svátka.

## Děj
Snímek byl natočen podle příběhu Heparinového vraha.
Film sleduje mladého, inteligentního zakřiknutého mladíka Hynka, který se snaží dostat na studium medicíny. Přes problémy s neustálým podceňováním a sebejistotou se na školu dostal a začíná pracovat jako sanitář. Cítí velikou křivdu vůči všem ostatním, kteří mu úspěch nepřejí a myslí si o něm, že na to nemá.
Jednou ho starý a umírající pacient požádá, aby jeho trápení ukončil. On tak učiní. Cítí se jako bůh, že může rozhodovat o cizích osudech a nikdo ho nezastaví.
Takto to udělal ještě několikrát. Doktoři si nevědí rady, vše dělají přeci správně. Personál připraví na vraha past. On se do ní lapí. Všechny činy jsou prozrazeny.

## Obsazení
- Václav Jiráček jako Hynek Michánek
- Ivan Franěk jako MUDr. Valenčík
- Marián Geišberg jako primář Havelka
- Stanislav Zindulka jako pan Sládek
- Jana Krausová jako Jana Valenčíková
- Zuzana Kronerová jako vrchní sestra
- Petra Nesvačilová jako Markéta
- Marko Igonda jako MUDr. Ptáček
- David Švehlík jako MUDr. Šimek
- Jaromír Dulava jako MUDr. Malý
- Jaroslava Adamová jako Vilémová
- Jitka Smutná jako Peterková
- Dana Syslová jako Hynkova matka
- Vlastina Svátková jako Tereza
- Lucia Lužínská jako Hanka
- Iveta Jiříčková jako Zuzana
- Tomáš Pustina jako poloslepý pacient
- Miroslav Táborský jako ředitel nemocnice
- Jan Vlasák jako MUDr. Míšek
- Zita Kabátová jako prababička
- Jaroslav Plesl jako spolužák Jarda
- Eva Leinweberová jako MUDr. Malcová

## Lokace
Natáčelo se především v Havlíčkově Brodě v místní nemocnici, náměstí a parku, ale i na gymnáziu a v nemocnici v Rumburku.

## Ocenění
- Slnko v sieti
  - Zuzana Kronerová (Nejlepší herečka ve vedlejší roli) (nominace)[4]